# Alexandrina badeni hercegnő
Alexandrina badeni hercegnő, férjezett Alexandrina szász–coburg–gothai hercegné (németül: Prinzessin Alexandrine von Baden, Herzogin von Sachsen–Coburg und Gotha, teljes nevén Alexandrine Luise Amalie Friederike Elisabeth Sophie; Karlsruhe, 1820. december 6. – Callenberg-kastély, 1904. december 20.) badeni hercegnő, házassága révén Szász–Coburg–Gotha hercegnéje.

## Élete
Alexandrina hercegnő 1820-ban született Karlsruhéban Lipót badeni nagyherceg és felesége, Zsófia Vilma svéd királyi hercegnő első gyermekeként a nyolc közül.
A hercegnő 1842. május 3-án Karlsruhéban feleségül ment Ernő szász–coburg–gothai trónörökös herceghez, aki 1844-ben örökölte a hercegség trónját II. Ernő néven. A házaspárnak nem született gyermeke, ezért II. Ernő halálát követően a korona unokaöccsére, Alfréd brit királyi hercegre, Viktória brit királynő és Albert szász–coburg–gothai herceg második fiára szállt.
Alexandrina uralkodó hercegné jóval nagyobb népszerűségnek örvendett férjénél, elsősorban jószolgálati tevékenységeinek köszönhetően. A hercegné jelentős összegekkel támogatta a jótékonysági célokra létrehozott Ernst-Stiftungot és az Ernst-Alexandrinen-Witwenstiftungot. Alexandrina hercegné támogatta a nők oktatását, melynek eredményeként 1852-ben megnyithatta kapuit a coburgi Gymnasium Alexandrinum, mely eredetileg leánynevelő iskolaként működött. A hercegné halála után három évvel, 1907-ben megnyílt Coburg első közfürdője, melyet a hercegné emlékére kereszteltek el Ernst Alexandrinen Volksbadnak. Egy, az iskolákért létrehozott alapítvány, a Alexandrinen-Schulstiftung is az ő nevét viseli.
Alexandrina hercegné 1904. december 20-án hunyt el nyolcvannégy éves korában a Callenberg-kastélyban. Ő az egyetlen olyan szász–coburg–gothai hercegné, akinek az utókor emlékművet állított, a közfürdő közelében.